# Ban Bí thư Ban Chấp hành Trung ương Đảng Cộng sản toàn Liên bang khóa XIV (1925–1927)
Ban Bí thư Ban Chấp hành Trung ương Đảng Cộng sản toàn Liên bang khóa XIV (1925-1927) được bầu tại Hội nghị Trung ương lần thứ nhất của Ban chấp hành Trung ương Đảng Cộng sản toàn Liên bang (Bolsheviks) khóa XIV được tổ chức ngày 1/1/1926.

## Ủy viên chính thức
| Tên (sinh–mất)                 | Bắt đầu  | Kết thúc   | Thời gian       | Ghi chú                                          |
| ------------------------------ | -------- | ---------- | --------------- | ------------------------------------------------ |
| Grigory Evdokimov (1884–1936)  | 1/1/1926 | 9/9/1926   | 250 ngày        | Miễn nhiệm tại Hội nghị toàn thể lần thứ 2.      |
| Stanislav Kosior (1889–1939)   | 1/1/1926 | 19/12/1927 | 1 năm, 351 ngày | —                                                |
| Vyacheslav Molotov (1890–1986) | 1/1/1926 | 19/12/1927 | 1 năm, 351 ngày | Bí thư thứ 2 Ban Bí thư.                         |
| Nikolai Uglanov (1886–1937)    | 1/1/1926 | 19/12/1927 | 1 năm, 351 ngày | —                                                |
| Joseph Stalin (1878–1953)      | 1/1/1926 | 19/12/1927 | 1 năm, 351 ngày | Bầu Tổng Bí thư tại Hội nghị toàn thể lần thứ 1. |

## Ủy viên dự khuyết
| Tên (sinh–mất)                    | Bắt đầu  | Kết thúc   | Thời gian       | Ghi chú                                     |
| --------------------------------- | -------- | ---------- | --------------- | ------------------------------------------- |
| Aleksandra Artyukhina (1889–1969) | 1/1/1926 | 19/12/1927 | 1 năm, 351 ngày | —                                           |
| Andrei Bubnov (1883–1938)         | 1/1/1926 | 19/12/1927 | 1 năm, 351 ngày | —                                           |
| Nikolai Kubiak (1881–1937)        | 1/1/1926 | 19/12/1927 | 1 năm, 351 ngày | —                                           |
| Nikolay Shvernik (1888–1970)      | 1/1/1926 | 17/2/1927  | 1 năm, 46 ngày  | Miễn nhiệm tại Hội nghị toàn thể lần thứ 3. |